# This Is Such a Pity
This Is Such a Pity è il quarto singolo estratto dal quinto album degli Weezer, Make Believe pubblicato nel 2005.

## Tracce
Radio Only Promo Single
1. This is Such a Pity - 3:27

## Formazione
- Rivers Cuomo - voce e chitarra
- Brian Bell - chitarra
- Scott Shriner - basso
- Patrick Wilson - batteria
- Rick Rubin - produzione